# Microstomum marisrubri
Microstomum marisrubri es un gusano plano marino, de la clase Turbellaria que tiene una longitud corporal de aproximadamente 0,65 mm. El extremo anterior del cuerpo es largo, con una punta redondeada, en tanto el extremo posterior del cuerpo es romo.

Muestra unas papilas adhesivas extremadamente numerosas en el tercio posterior del cuerpo. Presenta hoyos ciliados en forma de copa, ubicados en el espacio estrecho entre la faringe anterior y el cerebro.

El intestino presenta una prolongación corta por delante de la faringe (intestino pre-oral). 
Presenta un estilete masculino, que es un tubo curvo que se estrecha distalmente hasta un extremo ligeramente agrandado.

## Etimología
Esta especie lleva en su nombre la ubicación del lugar donde fue colectado: (latín: maris: mar; rubri: rojo) en Egipto, año 2009.

## Descripción

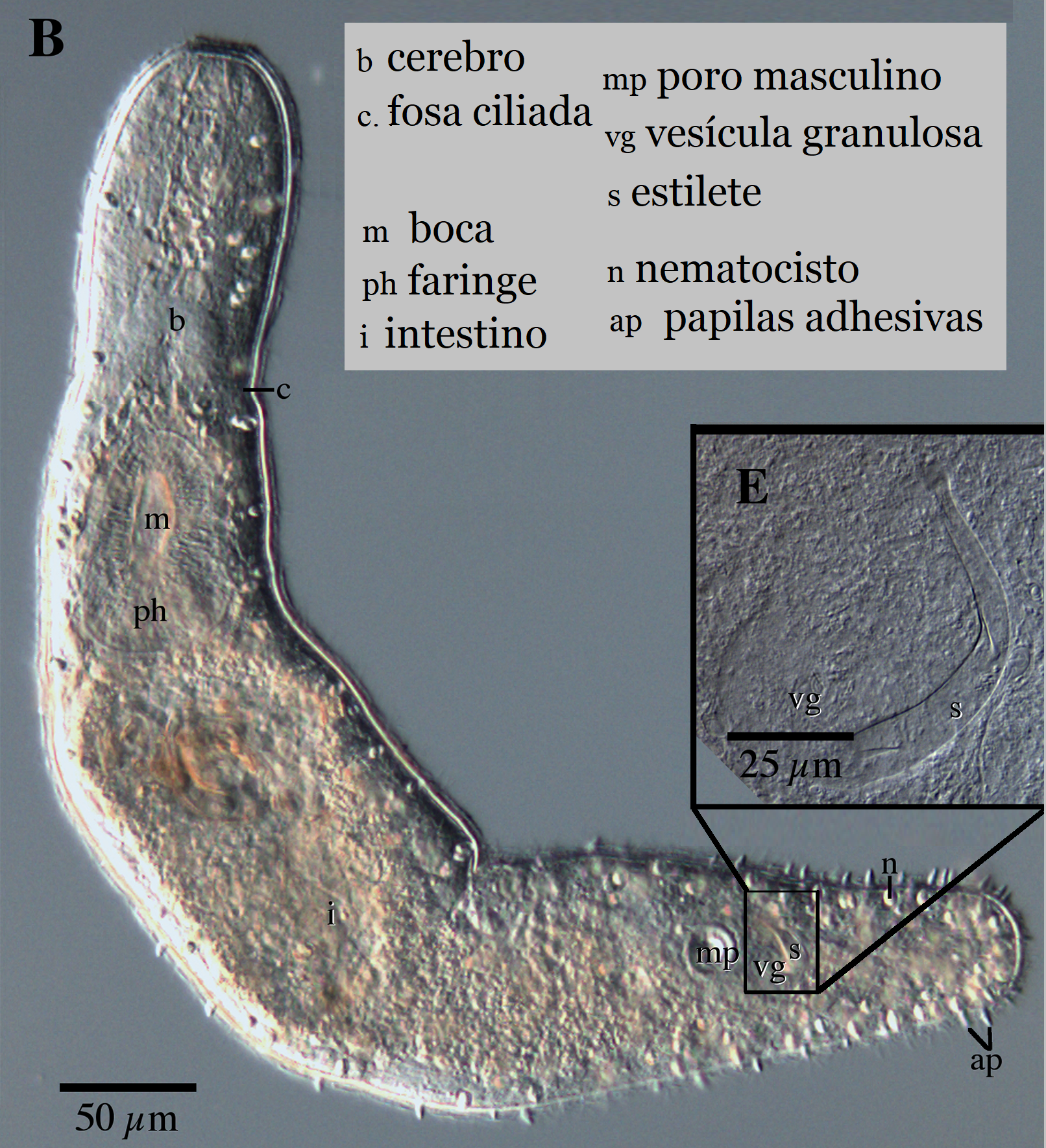
M. marisrubri.

M. marisrubri, es una especie del género Microstomum, con una longitud corporal total de 0,65 mm. Es un gusano de tegumento incoloro y no presenta manchas oculares. El extremo anterior es largo, mide 95 μm desde la punta redondeada hasta el cerebro anterior.

El aparato digestivo

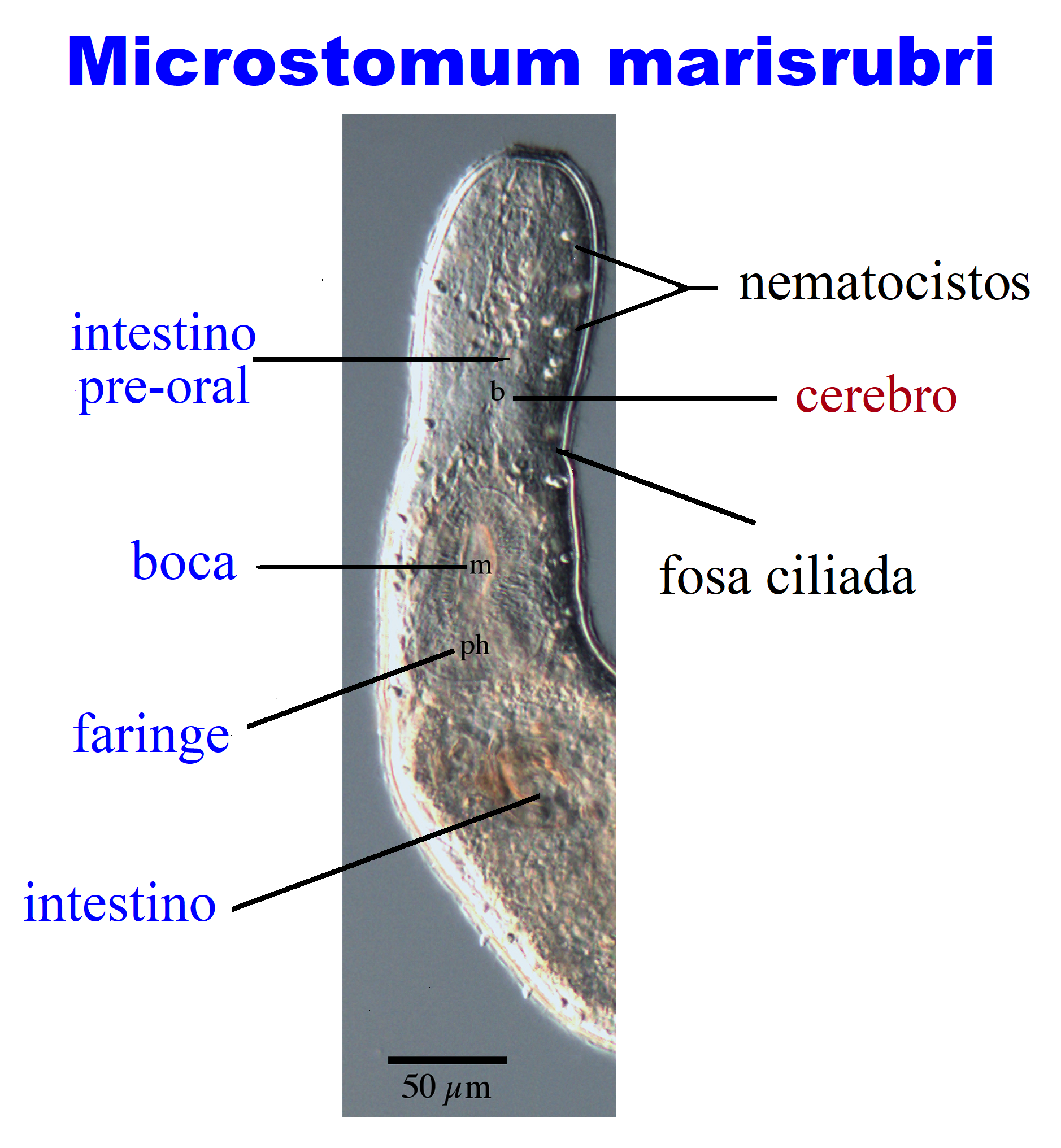
Extremo anterior. Aparato digestivo

presenta una boca rodeada de cilios. La faringe mide 95 μm de largo, está rodeada por un anillo de glándulas faríngeas. Posee un intestino preoral corto, que termina justo detrás del nivel del cerebro. El sector principal del intestino es un saco ciego.

Cilios
están distribuidos de manera uniforme sobre toda la superficie del cuerpo.

Rabdites
M. marisrubri se caracteriza por la ausencia de estas especializaciones.
Nematocistos

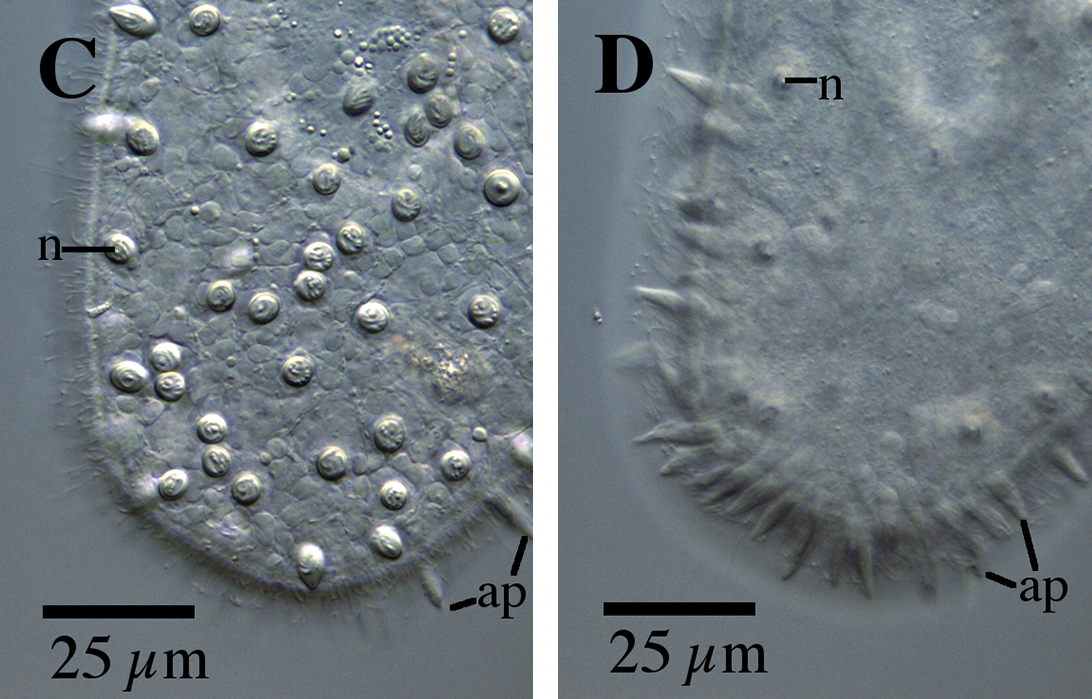
Extremo posterior. C: nematocistos (n). D: papilas adhesivas (ap)

están concentrados sobre todo en el extremo posterior.
Papilas adhesivas
están esparcidas sobre todo su cuerpo y son muy numerosas en el 20% posterior. 
Fosas ciliadas
tienen forma de copa entre la faringe anterior y el cerebro.
El aparato reproductor masculino
posee un testículo conectado por un conducto deferente corto, a una vesícula granulorum. Presenta un estilete de 63 µm de largo y poros genitales separados.

## Publicación original
Esta especie fue descrita por Sarah Atherton y Ulf Jondelius en el año 2019, en el trabajo titulado: A taxonomic review and revisions of Microstomidae (Platyhelminthes: Macrostomorpha).